# Kanton Sully-sur-Loire
Der Kanton Sully-sur-Loire ist seit 1790 ein französischer Kanton in den Arrondissements Montargis und Orléans, im Département Loiret und in der Region Centre-Val de Loire; sein Hauptort ist Sully-sur-Loire.

## Gemeinden
Der Kanton besteht aus 23 Gemeinden mit insgesamt 31.426 Einwohnern (Stand: 1. Januar 2022) auf einer Gesamtfläche von 726,94 km²:
| Gemeinde                 | Einwohner 1. Januar 2022 | Fläche km² | Dichte Einw./km² | Code INSEE | Postleitzahl | Arrondissement |
| ------------------------ | ------------------------ | ---------- | ---------------- | ---------- | ------------ | -------------- |
| Bonnée                   | 698                      | 11,61      | 60               | 45039      | 45460        | Orléans        |
| Bray-Saint-Aignan        | 1.774                    | 26,16      | 68               | 45051      | 45460        | Orléans        |
| Cerdon                   | 895                      | 67,07      | 13               | 45063      | 45620        | Orléans        |
| Coullons                 | 2.251                    | 78,97      | 29               | 45108      | 45720        | Montargis      |
| Dampierre-en-Burly       | 1.454                    | 47,44      | 31               | 45122      | 45570        | Orléans        |
| Germigny-des-Prés        | 700                      | 9,78       | 72               | 45153      | 45110        | Orléans        |
| Guilly                   | 667                      | 17,03      | 39               | 45164      | 45690        | Orléans        |
| Isdes                    | 531                      | 43,89      | 12               | 45171      | 45620        | Orléans        |
| Les Bordes               | 1.846                    | 24,02      | 77               | 45042      | 45460        | Orléans        |
| Lion-en-Sullias          | 386                      | 24,49      | 16               | 45184      | 45600        | Orléans        |
| Neuvy-en-Sullias         | 1.365                    | 25,28      | 54               | 45226      | 45510        | Orléans        |
| Ouzouer-sur-Loire        | 2.560                    | 34,27      | 75               | 45244      | 45570        | Orléans        |
| Poilly-lez-Gien          | 2.464                    | 33,29      | 74               | 45254      | 45500        | Montargis      |
| Saint-Aignan-le-Jaillard | 602                      | 24,31      | 25               | 45268      | 45600        | Orléans        |
| Saint-Benoît-sur-Loire   | 1.993                    | 18,27      | 109              | 45270      | 45730        | Orléans        |
| Saint-Brisson-sur-Loire  | 961                      | 21,86      | 44               | 45271      | 45500        | Montargis      |
| Saint-Florent            | 445                      | 37,78      | 12               | 45277      | 45600        | Orléans        |
| Saint-Gondon             | 1.046                    | 22,40      | 47               | 45280      | 45500        | Montargis      |
| Saint-Martin-sur-Ocre    | 1.225                    | 15,79      | 78               | 45291      | 45500        | Montargis      |
| Saint-Père-sur-Loire     | 1.030                    | 10,69      | 96               | 45297      | 45600        | Orléans        |
| Sully-sur-Loire          | 5.142                    | 43,60      | 118              | 45315      | 45600        | Orléans        |
| Viglain                  | 854                      | 39,99      | 21               | 45336      | 45600        | Orléans        |
| Villemurlin              | 537                      | 48,95      | 11               | 45340      | 45600        | Orléans        |
| Kanton Sully-sur-Loire   | 31.426                   | 726,94     | 43               | 4521       | –            | –              |

Bis zur landesweiten Neugliederung der Kantone 2015 bestand der Kanton Sully-sur-Loire aus den zehn Gemeinden Cerdon, Guilly, Isdes, Lion-en-Sullias, Saint-Aignan-le-Jaillard, Saint-Florent, Saint-Père-sur-Loire, Sully-sur-Loire, Viglain und Villemurlin. Sein Zuschnitt entsprach einer Fläche von 357,20 km2. Er besaß vor 2015 einen anderen INSEE-Code als heute, nämlich 4531.

## Änderungen im Gemeindebestand seit der Neugliederung des Kantons 2015
2017: Fusion Saint-Aignan-des-Gués und Bray-en-Val → Bray-Saint-Aignan